# Кельн — Мессе/Дойц
50°56′27″ пн. ш. 6°58′30″ сх. д. / 50.940833333333° пн. ш. 6.975° сх. д.
Станція Кельн-Мессе/Дойц (нім. Bahnhof Köln Messe/Deutz) — залізнична станція у місті Кельні — найбільшому місті федеральної землі Північний Рейн-Вестфалія. Вокзал Кельн-Мессе/Дойц — найважливіший залізничний вузол у правобережній частині Кельну. Будівля вокзалу розташована в міському районі Дойц на площі Оттоплац. Західний виїзд зі станції виходить на залізничний міст через Рейн — міст Гогенцоллернів, який сполучає його зі станцією Кельн-Головний. За німецькою системою класифікації Кельн-Мессе/Дойц належить до I категорії., а отже є однією з 20 основних станцій країни.

## Історія

### Перші вокзали
У місті Дойц (до складу Кельна Дойц увійшов 1 квітня 1888 року) залізничний рух відкрився в 1845 році. 20 грудня 1845 року Кельнсько-Мінденська залізнична компанія відкрила станцію Дойтцерфельд для відправлення поїздів на Дюссельдорф. У 1859 році був зданий в експлуатацію так званий Соборний міст, таким чином вокзал Дойц отримав зв'язок із Центральним вокзалом Кельна. Тоді ж була відкрита нова залізнична гілка Дойц-Гіссен, при цьому старі споруди вокзалу Дойц були розширені та доповнені платформами біля нової колії. На вокзалі Дойц зупинялися пасажирські потяги, тоді як кур'єрські поїзди прямували до центрального вокзалу Кельна без зупинки.
1880 року відбулася націоналізація приватних залізничних компаній та об'єднання їх у єдину мережу залізниць Пруссії. 1 жовтня 1886 року пасажирські платформи побудованого в 1845 компанією CME вокзалу було закрито, а всі потяги стали прямувати до вокзалу Шифбрюкке, що раніше належав Бранденбурзькій залізничній компанії (BME), тоді як станція компанії CME стала використовуватися як товарна. У 1911 році розпочинається будівництво нового вокзалу в Дойці на сучасному місці.

### Роки націонал-соціалізму та Другої світової війни

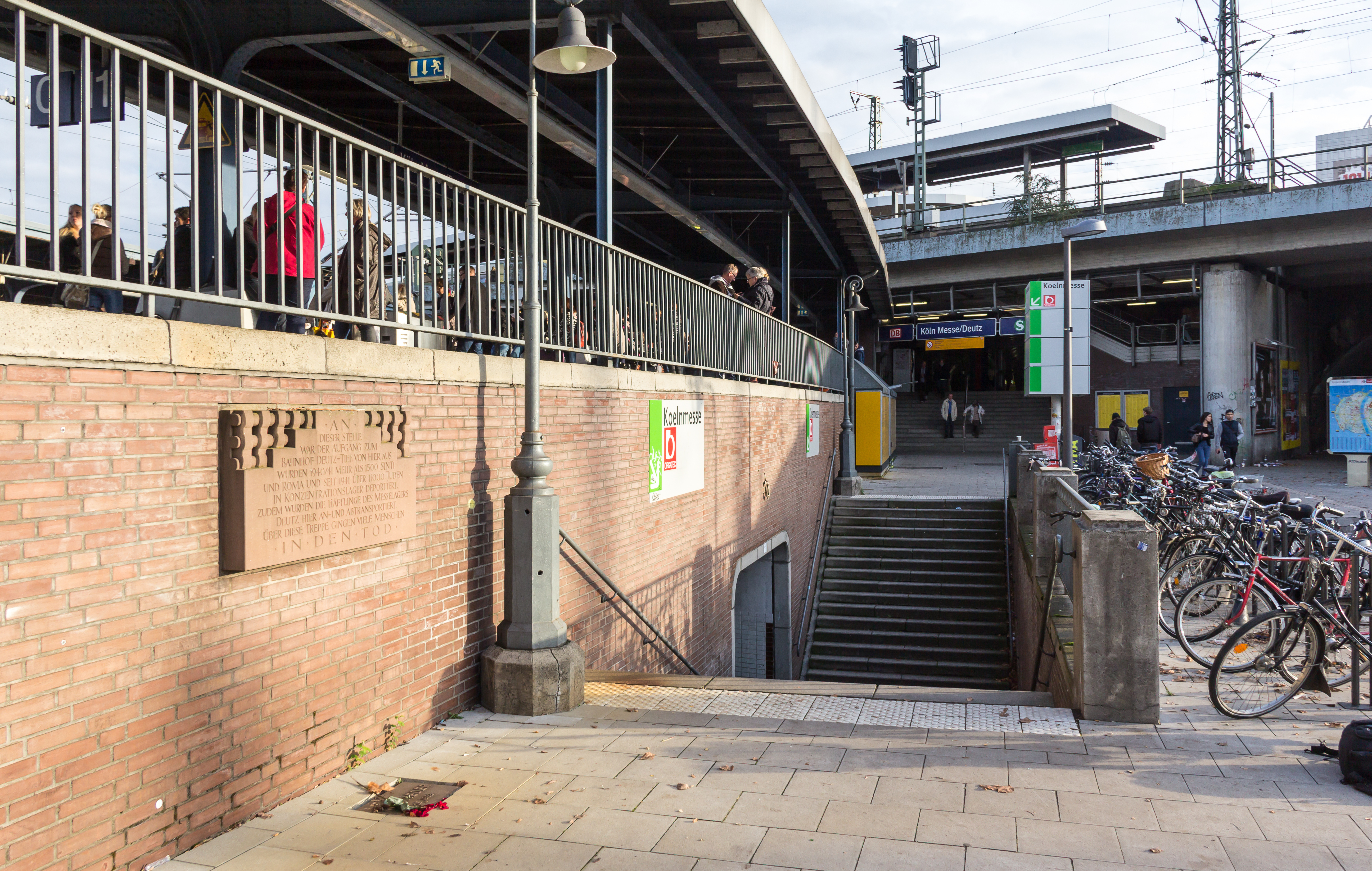
Пам'ятна дошка про депортацію євреїв та ромів Кельна через вокзал Дойц.

У роки націонал-соціалізму в Німеччині через вокзал Дойц з Кельна були депортовані практично всі євреї, що жили в місті. Перший транспорт було відправлено у жовтні 1941 року, а останній — 1 жовтня 1944 року до концтабору Терезієнштадт. Приміщення торгового ярмарку, що знаходилися поруч з вокзалом, використовувалися як збірний пункт.
Під час 262 бомбардувань британської авіації в роки Другої світової війни, найбільше з яких відбулося 30 — 31 травня 1942 року, будівля вокзалу в Дойці, як і весь Кельн, була практично повністю зруйнована. Довоєнний трипролітний критий перон зі скла та заліза відновленню не підлягав, і після війни перекриття збудували лише з бетону. Нині частина тунелю та вся привокзальна площа зареєстровані у списку пам'яток архітектури міста Кельн.

### Післявоєнний час та сучасність
У 1988 році було прийнято рішення про відкриття нової лінії ICE з Кельна у Франкфурт-на-Майні. У зв'язку з цим було ухвалено рішення про модернізацію вокзалу Кельн-Дойц. У 1996 році «Deutsche Bahn AG» ухвалив рішення про відкриття ще цілої низки ліній ICE в Кельні з обов'язковою зупинкою на вокзалі Кельн-Дойц. У 1998 році правління Кельнського торгового ярмарку (нім. Koelnmesse) ухвалило рішення про будівництво нової офісної будівлі компанії поряд з вокзалом Кельн-Дойц. У 1999 — 2001 роках були проведені роботи з реконструкції вокзалу Кельн-Мессе/Дойц, вартість якої становила 140 млн. марок. 11 грудня 2004 року вокзал отримав сучасну назву — Кельн-Мессе/Дойц, за назвою Кельнської торгової компанії.

## Рух поїздів станцією Кельн

### ICтаICE
| Лінія  | Маршрут | Маршрут |
| ------ | --- | --- |
| ICE 10 | Берлін (Східний вокзал) — Ганновер — Білефельд — Хамм — \| Дортмунд — Ессен — Дуйсбург — Аеропорт (Дюссельдорф) — Дюссельдорф — Кельн-Мессе/Дойц — Кельн — Аеропорт Кельн/Бонн | |
| ICE 10 | Берлін (Східний вокзал) — Ганновер — Білефельд — Хамм — \| Дортмунд — Ессен — Дуйсбург — Аеропорт (Дюссельдорф) — Дюссельдорф — Кельн-Мессе/Дойц — Кельн — Аеропорт Кельн/Бонн | Гаґен — Вупперталь — Кельн-Мессе/Дойц — Бонн — Кобленц — Трір                                                                                  |
| ICE 41 | Дортмунд — Ессен — Дуйсбург — Дюссельдорф — Кельн-Мессе/Дойц — Кельн — Франкфурт-на-Майні — Вюрцбург — Нюрнберг — Мюнхен                                                       | Дортмунд — Ессен — Дуйсбург — Дюссельдорф — Кельн-Мессе/Дойц — Кельн — Франкфурт-на-Майні — Вюрцбург — Нюрнберг — Мюнхен                       |
| ICE 78 | Амстердам — Арнем — Оберхаузен — Дуйсбург — Дюссельдорф — Кельн-Мессе/Дойц — Кельн — Аеропорт Франкфурт-на-Майні — Франкфурт-на-Майні — Базель                                 | Амстердам — Арнем — Оберхаузен — Дуйсбург — Дюссельдорф — Кельн-Мессе/Дойц — Кельн — Аеропорт Франкфурт-на-Майні — Франкфурт-на-Майні — Базель |

### RE,RBтаS-Bahn
| Лінія  | Назва                     | Маршрут |
| ------ | ------------------------- | --- |
| RE 1   | NRW-експрес               | Падерборн — Зост — Гамм — Дортмунд — Бохум — Ессен — Мюльхайм-на-Рурі — Дуйсбург — Аеропорт (Дюссельдорф) — Дюссельдорф — Кельн-Мессе/Дойц — Кельн — Ахен |
| RE 5   | Rhein-Express             | Еммеріх-на-Рейні — Везель — Дінслакен — Оберхаузен — Дуйсбург — Аеропорт (Дюссельдорф) — Дюссельдорф — Кельн-Мессе/Дойц — Кельн — Бонн — Кобленц          |
| RE 7   | Rhein-Münsterland-Express | Райне — Мюнстер — Гамм — Гаґен — Вупперталь — Золінген — Кельн-Мессе/Дойц — Кельн — Нойс — Крефельд                                                       |
| RE 8   | Rhein-Erft-Express        | Неттеталь — Менхенгладбах — Гревенброх — Кельн-Мессе/Дойц — Кельн — Аеропорт Кельн/Бонн — Тросдорф — Бонн — Лінц-на-Рейні — Кобленц                       |
| RE 9   | Rhein-Sieg-Express        | Ахен — Дюрен — Кельн — Кельн-Мессе/Дойц — Тросдорф — Зігбург — Зіген                                                                                      |
| RE 12  | Eifel-Mosel-Express       | Кельн-Мессе/Дойц — Кельн — Ойскірхен — Герольштайн — Трір                                                                                                 |
| RE 22  | Eifel-Express             | Кельн-Мессе/Дойц — Кельн — Ойскірхен — Герольштайн |
| RB 24  | Eifel-Bahn                | Кельн-Мессе/Дойц — Кельн — Ойскірхен — Герольштайн |
| RB 25  | Oberbergische Bahn        | Кельн — Кельн-Мессе/Дойц — Оверат — Гуммерсбах — Марієнгайде (Дизельне сполучення)                                                                        |
| MRB 26 | MittelrheinBahn           | Кельн-Мессе/Дойц — Кельн — Бонн — Кобленц — Майнц |
| RB 27  | Rhein-Erft-Bahn           | Менхенгладбах — Гревенброх — Кельн-Мессе/Дойц — Кельн — Тросдорф — Бонн — Лінц-на-Рейні — Кобленц                                                         |
| RB 38  | Erftbahn                  | Дюсельдорф — Нойс — Гревенброх — Бедбург — Бергхайм — Кельн — Кельн-Мессе/Дойц                                                                            |
| RB 48  | Rhein-Wupper-Bahn         | Вупперталь — Золінген — Кельн-Мессе/Дойц — Кельн — Бонн                                                                                                   |
| S6     | S-Bahn Rhein-Ruhr         | Ессен — Ратінген — Дюссельдорф — Лангенфельд — Кельн-Мессе/Дойц — Кельн                                                                                   |
| S11    | S-Bahn Rhein-Ruhr         | Аеропорт Дюссельдорф — Дюссельдорф — Нойс — Кельн-Ніппес — Кельн-Мессе/Дойц — Кельн — Бергіш-Гладбах                                                      |
| S12    | S-Bahn Rhein-Ruhr         | Дюрен — Хоррем — Кельн-Мессе/Дойц — Кельн-Тросдорф — Зігбург — Ау-на-Зізі                                                                                 |
| S13    | S-Bahn Rhein-Ruhr         | Хорем — Кельн-Мессе / Дойц — Кельн — Аеропорт Кельн / Бонн — Тросдорф                                                                                     |